# Francesco Mosca (ingegnere)
Francesco Mosca (Rieti, 16 giugno 1887 – 27 febbraio 1980) è stato un ingegnere e aviatore italiano, considerato uno dei pionieri dell'aviazione italiana. Nel corso degli anni dieci del XX secolo si trasferì in Russia dove lavorò dapprima presso la fabbrica Dux di Chodynka, e poi aprì una propria azienda, designata ""Cantiere Aeronautico Moscovita Francesco Mosca", a Mosca dove, oltre alla costruzione di velivoli su licenza Farman IV, vennero realizzati il ricognitore MB e il caccia MB bis. Rientrato in patria nel 1920, andò a lavorare presso la Caproni e poi presso la Breda. Nel corso del 1935 costituì, insieme a Gianni Caproni, le Officine Reatine di Lavorazioni Aeronautiche (O.R.L.A.) dotate di proprio aeroporto.

## Biografia
Nacque a Rieti il 16 giugno 1887. Dopo aver frequentato l'Istituto tecnico industriale della sua città natale si trasferì a Milano nel 1909, iniziando subito a collaborare alla costruzione di un biplano tipo Wright progettato da Giuseppe Radici, e motorizzato con un propulsore di costruzione nazionale, il Rebus da 40 HP. Il velivolo fu collaudato con successo sul campo delle corse al trotto di Turro Milanese, e quindi presentato ufficialmente all'Esposizione Italiana di Aviazione tenutasi a Milano il 15 novembre 1909.
Verso la fine di quell'anno, con Gherardo Baragiola, costituì a Vizzola Ticino una società aeronautica per costituire una scuola di volo dotata di velivolo Blériot XI e realizzare in proprio un biplano equipaggiato con propulsore Rebus da 60 HP. Tale società ebbe vita brevissima in quanto fu rilevata dall'ingegnere Gianni Caproni, e in cui confluirono anche lui, Baragiola e l'anno dopo l'ingegnere Agostino de Agostini. Il 20 luglio 1911 conseguì il brevetto di pilota, e in quello stesso anno fece conoscenza con alcuni allievi aviatori russi con i quali strinse amicizia. Due di essi, Georgij Viktorovič Jankovskij e Maksim Germanovič Lerche, lo convinsero a trasferirsi in Russia al fine di realizzare aerei da vendere al governo imperiale. Nel gennaio 1912 partì dall'Italia per raggiungere dapprima Pietroburgo, e successivamente Mosca dove iniziò a lavorare come direttore presso la fabbrica Dux di Khodynka. In quello stabilimento nel corso del 1912 venivano prodotti su licenza velivoli Farman, Morane-Saulnier, Breguet e Voisin.
In quello stesso anno realizzò un aereo monoplano monoposto dotato di motore Gnome da 50 HP, che fu designato LyaM dal nome dei progettisti Lerche, Jankovskij e Mosca. L'aereo venne portato all'Esposizione Aeronautica Internazionale di Mosca, ottenendo la medaglia d'argento. Presso la Dux progettò anche una serie di velivoli designati Meller, dal nome del fondatore dell'industria Dux, Ju. A. Meller. Nel corso del 1914, in collaborazione con l'ingegnere Aleksandr Bezobrazov, realizzò un triplano senza piano orizzontale di coda, che volò per la prima volta il 2 ottobre dello stesso anno, con la guerra già iniziata, andando subito distrutto. Presso la Dux collaborò alla realizzazione su licenza di 75 aerei Farman IV, e iniziò un'attività di manutenzione degli aerei in servizio presso le scuole di volo militari. Il 30 giugno 1915 fondò il "Cantiere Aeronautico Moscovita Francesco Mosca", situato nella capitale al civico 21 delle Petrogradskij Chaussee. Qui realizzò, in collaborazione con il progettista Bystritsky, due tipi di aereo, il ricognitore MB e il caccia MB bis.
La produzione in serie del primo, l'MB, fu autorizzata dalla Direzione del genio militare il 30 giugno 1915 con un ordine di 12 esemplari, cui seguì il 27 giugno 1916 quello per la produzione su licenza di 15 Farman IV emesso dalla Direzione Militare della Flotta Aerea Russa. Il 27 luglio dello stesso anno arrivò una prima commessa per la realizzazione di 27 caccia MB bis e relative parti di ricambio, cui seguì nel mese di ottobre un'ulteriore commessa di 125 esemplari più le relative parti di ricambio.
Allo scoppio della rivoluzione russa, il 26 ottobre 1917, i rivoltosi assunsero il controllo della fabbrica, tanto che egli dovette lasciarla sotto la minaccia delle armi. L'8 novembre lasciò precipitosamente Mosca, trasferendosi successivamente a Taganrog, località sul Mar d'Azov, allora sotto il controllo delle forze bianche del generale Denikin. In questa città impiantò il nuovo stabilimento, denominato Officina Aeronautica Mosca, dove si effettuavano riparazioni di aerei e automobili dando lavoro a circa 150 operai. Nei primi mesi del 1920 le forze bolsceviche guidate da Trockij occuparono Taganrog, ed egli dovette lasciare definitivamente l'Unione Sovietica trasferendosi a Costantinopoli, in Turchia. Collaborò per breve tempo con la missione militare italiana guidata dal maggiore Mario Stanzani, che sull'aeroporto di San Stefano addestrava gli aviatori turchi. Nel settembre del 1920 rientrò definitivamente in Italia, dove trovò occupazione presso la Caproni, di cui divenne poi Direttore generale degli stabilimenti aeronautici, e poi, nel 1923, presso il gruppo Breda.
Tra il 1932 e il 1934 conseguì la laurea in ingegneria aeronautica presso l'Università di Friburgo, in Svizzera.
Nel 1935, insieme con Gianni Caproni, fondò a Rieti le Officine Reatine di Lavorazioni Aeronautiche (O.R.L.A.)  cui nel 1938 fu affiancato un apposito aeroporto. Nel corso della seconda guerra mondiale presso la ORLA si effettuavano grandi revisioni degli aerei da caccia italiani, e da trasporto tedeschi.  Si spense il 27 febbraio 1980.

### Annotazioni
1. ↑  Del cosiddetto “Tipo Manica”, in quanto simile a quello utilizzato da Louis Blériot per sorvolare il canale della Manica.
2. ↑  Si trattava del numero 47.

### Fonti
1. 1 2 3 4 5 6 7 8 9 10  Mancini 1936, p. 452.
2. 1 2 3 4 5 6 7 8 9 10  Ciampaglia 1999, p. 95.
3. ↑  Cobianchi 1943, p. 38.
4. ↑  Cobianchi 1943, p. 40.
5. ↑  Cobianchi 1943, p. 37.
6. 1 2  Cobianchi 1943, p. 146.
7. ↑  Cobianchi 1943, p. 148.
8. 1 2 3 4 5 6 7 8 9 10 11  Ciampaglia 1999, p. 96.
9. 1 2 3 4 5 6 7 8 9 10 11 12 13 14  Ciampaglia 1999, p. 97.